# Giovanni Battista Tiepolo
Giovanni Battista Tiepolo, også Giambattista Tiepolo (født 5. marts 1696 i Venedig, død 27. marts 1770 i Madrid) var en italiensk maler.

## Liv og værker
Tiepolo, som stod i lære hos maleren Gregorio Lazzarini, arbejdede allerede i 1717 som selvstændig kunstner i Venedig, hvor han fik til opgave at udsmykke kirker og adelspaladser.
Mellem 1750 og 1753 udførte Tiepolo sit mesterværk, nemlig freskoudsmykningen af den fyrstebiskoppelige residens i Würzburg, hvor han blev assisteret af sine sønner Giovanni Domenico og Lorenzo. Disse monumentale freskoværker, med deres lyse farver, gjorde Tiepolo berømt. Han fik bestillinger fra hofferne i Frankrig, England og Rusland. Fra 1762 var han ansat ved det spanske hof og udførte værker til blandt andet Palacio Real i Madrid.